# Johan Djourou
Johan Danon Gbadjere Djourou, noto semplicemente come Johan Djourou (Abidjan, 18 gennaio 1987), è un ex calciatore ivoriano naturalizzato svizzero, di ruolo difensore.

## Carriera

### Club

#### Giovanili
La sua carriera calcistica inizia a 13 anni quando entra a far parte delle giovanili del Payerne. Nel 2002 passa all'Étoile Carouge, club di seconda divisione svizzera, dove inizia la sua carriera professionistica giocando come centrocampista, ed alcuni mesi dopo firma un contratto con le giovanili dell'Arsenal. Il 1º agosto 2003 diventa ufficialmente un giocatore dell'Arsenal.

#### Arsenal e i vari prestiti

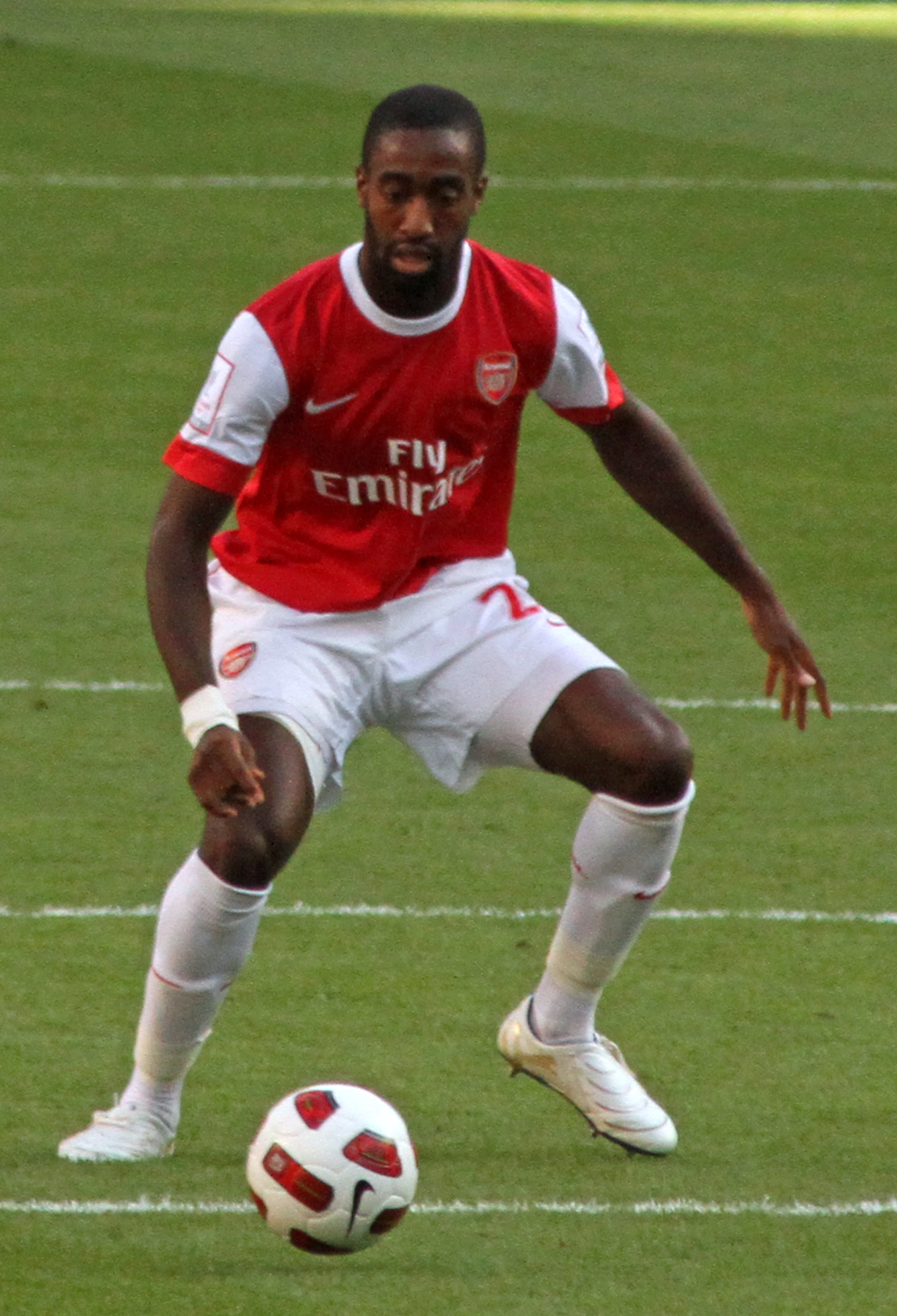
Djourou con la maglia dell'Arsenal nel 2010.

Debutta tra i professionisti nella formazione titolare nella gara di Carling Cup contro l'Everton vinta proprio dall'Arsenal per 3-1. La prima gara da lui giocata è stata invece la vittoria sempre in Carling Cup nel turno precedente, contro il Manchester City il 27 ottobre 2004, dove gioca 89 minuti.
Il debutto in Premier League avviene il 14 gennaio 2006 nella gara vinta 7-0 contro il Middlesbrough, dove gioca come difensore centrale insieme al suo connazionale Philippe Senderos.
Dopo la Coppa del mondo firma un prolungamento di 6 anni con la società inglese.
Il 10 agosto 2007 viene ceduto in prestito al Birmingham City per un periodo di 5 mesi, al termine di quali torna a Londra per prendere il posto di Kolo Touré ed Alexandre Song, partiti per la Coppa d'Africa. Durante un match di FA Cup contro il Manchester United del 2011 si infortuna alla spalla concludendo quasi certamente la stagione in anticipo.
Il 5 gennaio 2013 l'Arsenal annuncia di averlo ceduto in prestito all'Hannover 96 fino al termine della stagione.

#### Amburgo
Il 1º luglio dello stesso anno, rientrato all'Arsenal, passa in prestito con diritto di riscatto all'Amburgo, dove sceglie la maglia numero 5. Nel corso della stagione i tedeschi fanno valere l'opzione di acquisto e ingaggiano il giocatore a titolo definitivo pagandolo all'Arsenal 2,8 milioni di euro.

#### Antalyaspor
Il 7 agosto 2017 viene ceduto all'Antalyaspor con cui sigla un contratto biennale con opzione per il terzo. In Turchia gioca solo 18 partite a causa di un infortunio che lo tiene lontano dal campo da metà ottobre ai primi di febbraio.

#### SPAL
Il 21 luglio 2018 viene ingaggiato dalla SPAL, in Serie A. Sceglie la maglia numero 3 ed esordisce alla terza partita di campionato contro il Torino, partita vinta dalla squadra granata, sostituendo all'inizio del secondo tempo il compagno di squadra Felipe Dal Bello.
Il 17 gennaio 2019 rescinde il contratto che lo legava alla società ferrarese.

#### Sion e Neuchâtel Xamax
Il 23 gennaio 2020, da svincolato, passa ufficialmente al club svizzero del Sion dove rimane fino al 20 marzo seguente quando, insieme ad altri 8 compagni, in piena pandemia di COVID-19 rifiuta il taglio di stipendio: la controversia viene risolta in agosto dopo che lo stesso Djourou ha portato il caso in tribunale.
Il 29 maggio 2020, insieme al compagno del Sion Kouassi, si trasferisce al Neuchâtel Xamax. Nonostante molti infortuni, riesce a mettere insieme 5 presenze con il club di Neuchâtel.

#### Nordsjælland e ritiro
Nell'ultimo giorno di mercato della sessione estiva, il 5 ottobre 2020, si trasferisce nella Superligaen, la massima serie danese, firmando un contratto biennale con il Nordsjælland. Chiude la sua esperienza con il club di Farum dopo appena 11 presenze in campionato (compresa l'unica presenza nei play-off).
Il 4 giugno 2021, tramite Twitter, ha annunciato il suo ritiro dal calcio professionistico.

### Nazionale

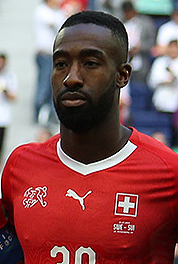
Djourou al Mondiale 2018.

Debutta nella nazionale maggiore il 1º marzo 2006 nella gara contro la Scozia, entrando come sostituto e giocando assieme al compagno Senderos.
Viene convocato per i Mondiali 2006 giocando 3 partite di cui una titolare, nell'ottavo contro l'Ucraina, dovendo poi lasciare il campo nel primo tempo per un infortunio. Viene anche convocato per gli Europei del 2008, così come per i Mondiali del 2010, i Mondiali del 2014, gli Europei 2016 e i Mondiali del 2018.
Nel 2018 ha giocato la sua ultima gara con la selezione elvetica, con cui ha disputato 76 gare e realizzando 2 reti tra il 2006 e il 2018.

## Nella cultura di massa
Ha un bel rapporto con i tifosi dell'Arsenal, i quali hanno creato una canzone sulle note di Chim Chim Cheree di Mary Poppins:
La canzone si riferisce al passaggio di Sol Campbell dall'Arsenal al Portsmouth, che aprì le porte della prima squadra al giocatore rossocrociato.

## Statistiche

### Presenze e reti nei club
| Stagione        | Squadra         | Campionato      | Campionato | Campionato | Coppe nazionali | Coppe nazionali | Coppe nazionali | Coppe europee | Coppe europee | Coppe europee | Altre coppe | Altre coppe | Altre coppe | Totale | Totale |
| Stagione        | Squadra         | Comp            | Pres       | Reti       | Comp            | Pres            | Reti            | Comp          | Pres          | Reti          | Comp        | Pres        | Reti        | Pres   | Reti   |
| --------------- | --------------- | --------------- | ---------- | ---------- | --------------- | --------------- | --------------- | ------------- | ------------- | ------------- | ----------- | ----------- | ----------- | ------ | ------ |
| 2002-2003       | Étoile Carouge  | PLC             | 10         | 1          | CS              | 0               | 0               | -             | -             | -             | -           | -           | -           | 10     | 1      |
| 2003-2004       | Arsenal         | PL              | 0          | 0          | FACup+CdL       | 0+0             | 0               | UCL           | 0             | 0             | -           | -           | -           | 0      | 0      |
| 2004-2005       | Arsenal         | PL              | 0          | 0          | FACup+CdL       | 0+3             | 0               | UCL           | 0             | 0             | CS          | 0           | 0           | 3      | 0      |
| 2005-2006       | Arsenal         | PL              | 7          | 0          | FACup+CdL       | 2+3             | 0               | UCL           | 0             | 0             | -           | -           | -           | 12     | 0      |
| 2006-2007       | Arsenal         | PL              | 21         | 0          | FACup+CdL       | 1+3             | 0               | UCL           | 5             | 0             | -           | -           | -           | 30     | 0      |
| 2007-gen. 2008  | Birmingham City | PL              | 13         | 0          | FACup+CdL       | 0+0             | 0               | -             | -             | -             | -           | -           | -           | 13     | 0      |
| gen.-giu. 2008  | Arsenal         | PL              | 2          | 0          | FACup+CdL       | 0+1             | 0               | UCL           | 0             | 0             | -           | -           | -           | 3      | 0      |
| 2008-2009       | Arsenal         | PL              | 15         | 0          | FACup+CdL       | 4+2             | 0               | UCL           | 8             | 0             | -           | -           | -           | 29     | 0      |
| 2009-2010       | Arsenal         | PL              | 1          | 0          | FACup+CdL       | 0+0             | 0               | UCL           | 0             | 0             | -           | -           | -           | 1      | 0      |
| 2010-2011       | Arsenal         | PL              | 22         | 1          | FACup+CdL       | 3+6             | 0               | UCL           | 6             | 0             | -           | -           | -           | 37     | 1      |
| 2011-2012       | Arsenal         | PL              | 18         | 0          | FACup+CdL       | 1+2             | 0               | UCL           | 6             | 0             | -           | -           | -           | 27     | 0      |
| 2012-gen. 2013  | Arsenal         | PL              | 0          | 0          | FACup+CdL       | 0+2             | 0               | UCL           | 0             | 0             | -           | -           | -           | 2      | 0      |
| Totale Arsenal  | Totale Arsenal  | Totale Arsenal  | 86         | 1          |                 | 33              | 0               |               | 25            | 0             |             | -           | -           | 144    | 1      |
| gen.-giu. 2013  | Hannover 96     | BL              | 14         | 0          | CG              | 0               | 0               | UEL           | 2             | 0             | -           | -           | -           | 16     | 0      |
| 2013-2014       | Amburgo         | BL              | 22+2       | 0+0        | CG              | 2               | 0               | -             | -             | -             | -           | -           | -           | 26     | 0      |
| 2014-2015       | Amburgo         | BL              | 32+2       | 0+0        | CG              | 2               | 0               | -             | -             | -             | -           | -           | -           | 36     | 0      |
| 2015-2016       | Amburgo         | BL              | 26         | 2          | CG              | 0               | 0               | -             | -             | -             | -           | -           | -           | 26     | 2      |
| 2016-2017       | Amburgo         | BL              | 14         | 0          | CG              | 2               | 0               | -             | -             | -             | -           | -           | -           | 16     | 0      |
| Totale Amburgo  | Totale Amburgo  | Totale Amburgo  | 94+4       | 2          |                 | 6               | 0               |               | -             | -             |             | -           | -           | 104    | 2      |
| 2017-2018       | Antalyaspor     | SL              | 18         | 1          | CT              | 0               | 0               | -             | -             | -             | -           | -           | -           | 18     | 1      |
| 2018-gen. 2019  | SPAL            | A               | 5          | 0          | CI              | 1               | 0               | -             | -             | -             | -           | -           | -           | 6      | 0      |
| gen.-giu. 2020  | Sion            | SL              | 2          | 0          | CS              | 0               | 0               | -             | -             | -             | -           | -           | -           | 2      | 0      |
| lug.-ott. 2020  | Neuchâtel Xamax | SL              | 5          | 0          | CS              | 0               | 0               |               | -             | -             |             | -           | -           | 5      | 0      |
| ott. 2020-2021  | Nordsjælland    | SL              | 10+1       | 0          | CD              | 1               | 0               | -             | -             | -             |             | -           | -           | 12     | 0      |
| Totale carriera | Totale carriera | Totale carriera | 262        | 5          |                 | 41              | 0               |               | 27            | 0             |             | -           | -           | 330    | 5      |

### Cronologia presenze e reti in nazionale
| Cronologia completa delle presenze e delle reti in nazionale ― Svizzera | Cronologia completa delle presenze e delle reti in nazionale ― Svizzera | Cronologia completa delle presenze e delle reti in nazionale ― Svizzera | Cronologia completa delle presenze e delle reti in nazionale ― Svizzera | Cronologia completa delle presenze e delle reti in nazionale ― Svizzera | Cronologia completa delle presenze e delle reti in nazionale ― Svizzera | Cronologia completa delle presenze e delle reti in nazionale ― Svizzera | Cronologia completa delle presenze e delle reti in nazionale ― Svizzera |
| Data                                                                    | Città                                                                   | In casa                                                                 | Risultato                                                               | Ospiti                                                                  | Competizione                                                            | Reti                                                                    | Note                                                                    |
| ----------------------------------------------------------------------- | ----------------------------------------------------------------------- | ----------------------------------------------------------------------- | ----------------------------------------------------------------------- | ----------------------------------------------------------------------- | ----------------------------------------------------------------------- | ----------------------------------------------------------------------- | ----------------------------------------------------------------------- |
| 1-3-2006                                                                | Glasgow                                                                 | Scozia                                                                  | 1 – 3                                                                   | Svizzera                                                                | Amichevole                                                              | -                                                                       | 46’                                                                     |
| 31-5-2006                                                               | Ginevra                                                                 | Svizzera                                                                | 1 – 1                                                                   | Italia                                                                  | Amichevole                                                              | -                                                                       |                                                                         |
| 13-6-2006                                                               | Stoccarda                                                               | Francia                                                                 | 0 – 0                                                                   | Svizzera                                                                | Mondiali 2006 - 1º turno                                                | -                                                                       | 75’                                                                     |
| 23-6-2006                                                               | Hannover                                                                | Svizzera                                                                | 2 – 0                                                                   | Corea del Sud                                                           | Mondiali 2006 - 1º turno                                                | -                                                                       | 54’ 90’                                                                 |
| 14-6-2006                                                               | Colonia                                                                 | Svizzera                                                                | 0 – 0 dts (0-3 dtr)                                                     | Ucraina                                                                 | Mondiali 2006 - Ottavi di finale                                        | -                                                                       | 34’                                                                     |
| 16-8-2006                                                               | Vaduz                                                                   | Liechtenstein                                                           | 0 – 3                                                                   | Svizzera                                                                | Amichevole                                                              | -                                                                       |                                                                         |
| 11-10-2006                                                              | Vienna                                                                  | Austria                                                                 | 2 – 1                                                                   | Svizzera                                                                | Amichevole                                                              | -                                                                       |                                                                         |
| 15-11-2006                                                              | Basilea                                                                 | Svizzera                                                                | 1 – 2                                                                   | Brasile                                                                 | Amichevole                                                              | -                                                                       | 65’                                                                     |
| 22-3-2007                                                               | Kingston                                                                | Giamaica                                                                | 0 – 2                                                                   | Svizzera                                                                | Amichevole                                                              | -                                                                       | 46’                                                                     |
| 25-3-2007                                                               | Miami                                                                   | Colombia                                                                | 3 – 1                                                                   | Svizzera                                                                | Amichevole                                                              | -                                                                       |                                                                         |
| 2-6-2007                                                                | Basilea                                                                 | Svizzera                                                                | 1 – 1                                                                   | Argentina                                                               | Amichevole                                                              | -                                                                       | 89’                                                                     |
| 7-9-2007                                                                | Vienna                                                                  | Svizzera                                                                | 2 – 1                                                                   | Cile                                                                    | Amichevole                                                              | -                                                                       | 46’                                                                     |
| 11-9-2007                                                               | Klagenfurt                                                              | Svizzera                                                                | 3 – 4                                                                   | Giappone                                                                | Amichevole                                                              | 1                                                                       | 78’                                                                     |
| 13-10-2007                                                              | Zurigo                                                                  | Svizzera                                                                | 3 – 1                                                                   | Austria                                                                 | Amichevole                                                              | -                                                                       |                                                                         |
| 17-10-2007                                                              | Basilea                                                                 | Svizzera                                                                | 0 – 1                                                                   | Stati Uniti                                                             | Amichevole                                                              | -                                                                       | 17’                                                                     |
| 20-11-2007                                                              | Zurigo                                                                  | Svizzera                                                                | 0 – 1                                                                   | Nigeria                                                                 | Amichevole                                                              | -                                                                       | 81’                                                                     |
| 24-5-2008                                                               | Lugano                                                                  | Svizzera                                                                | 2 – 0                                                                   | Slovacchia                                                              | Amichevole                                                              | -                                                                       | 77’                                                                     |
| 20-8-2008                                                               | Basilea                                                                 | Svizzera                                                                | 4 – 1                                                                   | Cipro                                                                   | Amichevole                                                              | -                                                                       |                                                                         |
| 6-9-2008                                                                | Tel Aviv                                                                | Israele                                                                 | 2 – 2                                                                   | Svizzera                                                                | Qual. Mondiali 2010                                                     | -                                                                       |                                                                         |
| 10-9-2008                                                               | Zurigo                                                                  | Svizzera                                                                | 1 – 2                                                                   | Lussemburgo                                                             | Qual. Mondiali 2010                                                     | -                                                                       |                                                                         |
| 11-10-2008                                                              | San Gallo                                                               | Svizzera                                                                | 2 – 1                                                                   | Lettonia                                                                | Qual. Mondiali 2010                                                     | -                                                                       | 46’                                                                     |
| 19-11-2008                                                              | Ginevra                                                                 | Svizzera                                                                | 1 – 0                                                                   | Finlandia                                                               | Amichevole                                                              | -                                                                       | 78’                                                                     |
| 11-2-2009                                                               | Basilea                                                                 | Svizzera                                                                | 1 – 1                                                                   | Bulgaria                                                                | Amichevole                                                              | -                                                                       | 46’                                                                     |
| 28-3-2009                                                               | Chișinău                                                                | Moldavia                                                                | 0 – 2                                                                   | Svizzera                                                                | Qual. Mondiali 2010                                                     | -                                                                       | 90+3’                                                                   |
| 17-11-2010                                                              | Ginevra                                                                 | Svizzera                                                                | 2 – 2                                                                   | Ucraina                                                                 | Amichevole                                                              | -                                                                       |                                                                         |
| 4-6-2011                                                                | Londra                                                                  | Inghilterra                                                             | 2 – 2                                                                   | Svizzera                                                                | Qual. Euro 2012                                                         | -                                                                       |                                                                         |
| 10-8-2011                                                               | Vaduz                                                                   | Liechtenstein                                                           | 1 – 2                                                                   | Svizzera                                                                | Amichevole                                                              | -                                                                       | 63’                                                                     |
| 6-9-2011                                                                | Basilea                                                                 | Svizzera                                                                | 3 – 1                                                                   | Bulgaria                                                                | Qual. Euro 2012                                                         | -                                                                       | 59’                                                                     |
| 11-10-2011                                                              | Basilea                                                                 | Svizzera                                                                | 2 – 0                                                                   | Montenegro                                                              | Qual. Euro 2012                                                         | -                                                                       |                                                                         |
| 11-11-2011                                                              | Amsterdam                                                               | Paesi Bassi                                                             | 0 – 0                                                                   | Svizzera                                                                | Amichevole                                                              | -                                                                       |                                                                         |
| 26-5-2012                                                               | Basilea                                                                 | Svizzera                                                                | 5 – 3                                                                   | Germania                                                                | Amichevole                                                              | -                                                                       | 90+2’                                                                   |
| 30-5-2012                                                               | Lucerna                                                                 | Svizzera                                                                | 0 – 1                                                                   | Romania                                                                 | Amichevole                                                              | -                                                                       |                                                                         |
| 15-8-2012                                                               | Spalato                                                                 | Croazia                                                                 | 2 – 4                                                                   | Svizzera                                                                | Amichevole                                                              | -                                                                       |                                                                         |
| 7-9-2012                                                                | Lubiana                                                                 | Slovenia                                                                | 0 – 2                                                                   | Svizzera                                                                | Qual. Mondiali 2014                                                     | -                                                                       |                                                                         |
| 11-9-2012                                                               | Lucerna                                                                 | Svizzera                                                                | 2 – 0                                                                   | Albania                                                                 | Qual. Mondiali 2014                                                     | -                                                                       |                                                                         |
| 12-10-2012                                                              | Berna                                                                   | Svizzera                                                                | 1 – 1                                                                   | Norvegia                                                                | Qual. Mondiali 2014                                                     | -                                                                       |                                                                         |
| 16-10-2012                                                              | Reykjavík                                                               | Islanda                                                                 | 0 – 2                                                                   | Svizzera                                                                | Qual. Mondiali 2014                                                     | -                                                                       |                                                                         |
| 14-11-2012                                                              | Susa                                                                    | Tunisia                                                                 | 1 – 2                                                                   | Svizzera                                                                | Amichevole                                                              | -                                                                       | 90+2’                                                                   |
| 6-2-2013                                                                | Atene                                                                   | Grecia                                                                  | 0 – 0                                                                   | Svizzera                                                                | Amichevole                                                              | -                                                                       | 46’                                                                     |
| 23-3-2013                                                               | Nicosia                                                                 | Cipro                                                                   | 0 – 0                                                                   | Svizzera                                                                | Qual. Mondiali 2014                                                     | -                                                                       | 53’                                                                     |
| 8-6-2013                                                                | Ginevra                                                                 | Svizzera                                                                | 1 – 0                                                                   | Cipro                                                                   | Qual. Mondiali 2014                                                     | -                                                                       |                                                                         |
| 15-10-2013                                                              | Berna                                                                   | Svizzera                                                                | 1 – 0                                                                   | Slovenia                                                                | Qual. Mondiali 2014                                                     | -                                                                       |                                                                         |
| 5-3-2014                                                                | San Gallo                                                               | Svizzera                                                                | 2 – 2                                                                   | Croazia                                                                 | Amichevole                                                              | -                                                                       |                                                                         |
| 30-5-2014                                                               | Lucerna                                                                 | Svizzera                                                                | 1 – 0                                                                   | Giamaica                                                                | Amichevole                                                              | -                                                                       | 27’                                                                     |
| 15-6-2014                                                               | Brasilia                                                                | Svizzera                                                                | 2 – 1                                                                   | Ecuador                                                                 | Mondiali 2014 - 1º turno                                                | -                                                                       | 84’                                                                     |
| 20-6-2014                                                               | Salvador                                                                | Svizzera                                                                | 2 – 5                                                                   | Francia                                                                 | Mondiali 2014 - 1º turno                                                | -                                                                       |                                                                         |
| 25-6-2014                                                               | Manaus                                                                  | Honduras                                                                | 0 – 3                                                                   | Svizzera                                                                | Mondiali 2014 - 1º turno                                                | -                                                                       |                                                                         |
| 1-7-2014                                                                | San Paolo                                                               | Argentina                                                               | 1 – 0 dts                                                               | Svizzera                                                                | Mondiali 2014 - Ottavi di finale                                        | -                                                                       |                                                                         |
| 8-9-2014                                                                | Basilea                                                                 | Svizzera                                                                | 0 – 2                                                                   | Inghilterra                                                             | Qual. Euro 2016                                                         | -                                                                       |                                                                         |
| 9-10-2014                                                               | Maribor                                                                 | Slovenia                                                                | 1 – 0                                                                   | Svizzera                                                                | Qual. Euro 2016                                                         | -                                                                       | 78’                                                                     |
| 14-10-2014                                                              | Serravalle                                                              | San Marino                                                              | 0 – 4                                                                   | Svizzera                                                                | Qual. Euro 2016                                                         | -                                                                       |                                                                         |
| 15-11-2014                                                              | Basilea                                                                 | Svizzera                                                                | 4 – 0                                                                   | Lituania                                                                | Qual. Euro 2016                                                         | -                                                                       |                                                                         |
| 27-3-2015                                                               | Lucerna                                                                 | Svizzera                                                                | 3 – 0                                                                   | Estonia                                                                 | Qual. Euro 2016                                                         | -                                                                       |                                                                         |
| 10-6-2015                                                               | Thun                                                                    | Svizzera                                                                | 3 – 0                                                                   | Liechtenstein                                                           | Amichevole                                                              | -                                                                       | 46’                                                                     |
| 14-6-2015                                                               | Vilnius                                                                 | Lituania                                                                | 1 – 2                                                                   | Svizzera                                                                | Qual. Euro 2016                                                         | -                                                                       |                                                                         |
| 9-10-2015                                                               | San Gallo                                                               | Svizzera                                                                | 7 – 0                                                                   | San Marino                                                              | Qual. Euro 2016                                                         | 1                                                                       |                                                                         |
| 12-10-2015                                                              | Tallinn                                                                 | Estonia                                                                 | 0 – 1                                                                   | Svizzera                                                                | Qual. Euro 2016                                                         | -                                                                       |                                                                         |
| 13-11-2015                                                              | Trnava                                                                  | Slovacchia                                                              | 3 – 2                                                                   | Svizzera                                                                | Amichevole                                                              | -                                                                       |                                                                         |
| 17-11-2015                                                              | Vienna                                                                  | Austria                                                                 | 1 – 2                                                                   | Svizzera                                                                | Amichevole                                                              | -                                                                       |                                                                         |
| 28-5-2016                                                               | Carouge                                                                 | Svizzera                                                                | 1 – 2                                                                   | Belgio                                                                  | Amichevole                                                              | -                                                                       | 84’                                                                     |
| 11-6-2016                                                               | Lens                                                                    | Albania                                                                 | 0 – 1                                                                   | Svizzera                                                                | Euro 2016 - 1º turno                                                    | -                                                                       |                                                                         |
| 15-6-2016                                                               | Parigi                                                                  | Romania                                                                 | 1 – 1                                                                   | Svizzera                                                                | Euro 2016 - 1º turno                                                    | -                                                                       |                                                                         |
| 19-6-2016                                                               | Lilla                                                                   | Svizzera                                                                | 0 – 0                                                                   | Francia                                                                 | Euro 2016 - 1º turno                                                    | -                                                                       |                                                                         |
| 25-6-2016                                                               | Saint-Etienne                                                           | Svizzera                                                                | 1 – 1 dts (4 – 5 dtr)                                                   | Polonia                                                                 | Euro 2016 - Ottavi di finale                                            | -                                                                       | 117’                                                                    |
| 6-9-2016                                                                | Basilea                                                                 | Svizzera                                                                | 2 – 0                                                                   | Portogallo                                                              | Qual. Mondiali 2018                                                     | -                                                                       |                                                                         |
| 13-11-2016                                                              | Lucerna                                                                 | Svizzera                                                                | 2 – 0                                                                   | Fær Øer                                                                 | Qual. Mondiali 2018                                                     | -                                                                       |                                                                         |
| 25-3-2017                                                               | Carouge                                                                 | Svizzera                                                                | 1 – 0                                                                   | Lettonia                                                                | Qual. Mondiali 2018                                                     | -                                                                       |                                                                         |
| 1-6-2017                                                                | Neuchâtel                                                               | Svizzera                                                                | 1 – 0                                                                   | Bielorussia                                                             | Amichevole                                                              | -                                                                       | 65’                                                                     |
| 9-6-2017                                                                | Tórshavn                                                                | Fær Øer                                                                 | 0 – 2                                                                   | Svizzera                                                                | Qual. Mondiali 2018                                                     | -                                                                       |                                                                         |
| 3-9-2017                                                                | Riga                                                                    | Lettonia                                                                | 0 – 3                                                                   | Svizzera                                                                | Qual. Mondiali 2018                                                     | -                                                                       |                                                                         |
| 7-10-2017                                                               | Basilea                                                                 | Svizzera                                                                | 5 – 2                                                                   | Ungheria                                                                | Qual. Mondiali 2018                                                     | -                                                                       |                                                                         |
| 10-10-2017                                                              | Lisbona                                                                 | Portogallo                                                              | 2 – 0                                                                   | Svizzera                                                                | Qual. Mondiali 2018                                                     | -                                                                       |                                                                         |
| 27-3-2018                                                               | Basilea                                                                 | Svizzera                                                                | 6 – 0                                                                   | Panama                                                                  | Amichevole                                                              | -                                                                       |                                                                         |
| 3-6-2018                                                                | Vila-real                                                               | Spagna                                                                  | 1 – 1                                                                   | Svizzera                                                                | Amichevole                                                              | -                                                                       | 46’                                                                     |
| 3-7-2018                                                                | San Pietroburgo                                                         | Svezia                                                                  | 1 – 0                                                                   | Svizzera                                                                | Mondiali 2018 - Ottavi di finale                                        | -                                                                       |                                                                         |
| 11-9-2018                                                               | Leicester                                                               | Inghilterra                                                             | 1 – 0                                                                   | Svizzera                                                                | Amichevole                                                              | -                                                                       |                                                                         |
| Totale                                                                  |                                                                         | Presenze                                                                | 76                                                                      |                                                                         | Reti                                                                    | 2                                                                       |                                                                         |

## Palmarès

### Club

#### Competizioni nazionali
- Community Shield: 1

Arsenal: 2004
- Coppa d'Inghilterra: 1

Arsenal: 2004-2005